# Regente de Hungría
El cargo de regente de Hungría fue establecido en 1446 y renovado en 1920. Lo ocupó el almirante Miklós Horthy hasta 1944. Según la Constitución de Hungría, había dos regentes, uno era regente de la casa gobernante, llamado Nádor, y otro llamado «Kormányzó» (que puede significar «gobernador»). Como la Entente había prohibido al Nádor legítimo ocupar su lugar, la elección recayó en elegir un gobernador regente: se eligió al almirante Horthy. Por lo tanto, fue regente del estado posterior a la Primera Guerra Mundial llamado Reino de Hungría y se desempeñó como jefe de Estado en ausencia de un monarca, mientras que un primer ministro se desempeñó como jefe de Gobierno. Horthy fue llamado «Su Alteza Serenísima el Regente del Reino de Hungría» (en húngaro: Ő Főméltósága a Magyar Királyság Kormányzója).

## Historia del cargo

### Ejemplos históricos

#### Juan Hunyadi

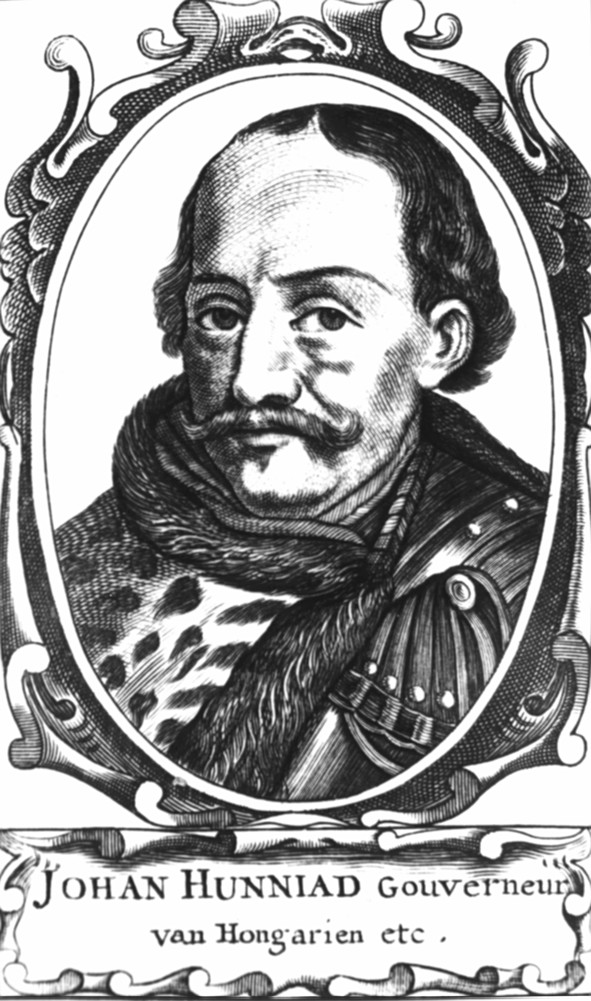
Juan Hunyadi, regente de Hungría entre 1446 y 1453.

Tras la prematura muerte del rey Alberto II de Habsburgo en 1439, el noble Juan Hunyadi tenía la voluntad de que Hungría fuera mejor servida por un rey guerrero y prestó su apoyo a la candidatura del joven rey de Polonia Vladislao III Jagellón en 1440, y así entró en colisión con el poderoso magnate Ulrico II de Celje, el principal defensor de la viuda de Alberto, Isabel de Luxemburgo y su hijo pequeño, Ladislao V. Con un lugar destacado en la breve guerra civil que siguió, el bando de Vladislao III se vio reforzado por las notables habilidades militares de Hunyadi, y fue recompensado por Vladislao con la capitanía de la fortaleza de Belgrado, una última dignidad que compartió con Miguel Újlaki.
En la dieta que se reunió en febrero de 1445 se formó un gobierno provisional compuesto por cinco capitanes generales, con Hunyadi recibiendo Transilvania y cuatro condados limítrofes con el Tisza, llamados Partium o Körösvidék, para gobernar. Cuando la anarquía resultante de la división se volvió ingobernable, Hunyadi fue elegido regente de Hungría (Regni Gubernator) el 5 de junio de 1446 en nombre de Ladislao y recibió los poderes de un regente. Su primer acto como regente fue proceder contra el emperador Federico III, quien se negó a liberar a Ladislao. Después de arrasar Estiria, Carintia y Carniola y amenazar Viena, las dificultades de Hunyadi en otros lugares lo obligaron a hacer una tregua con Federico durante dos años.

#### Miguel Szilágyi

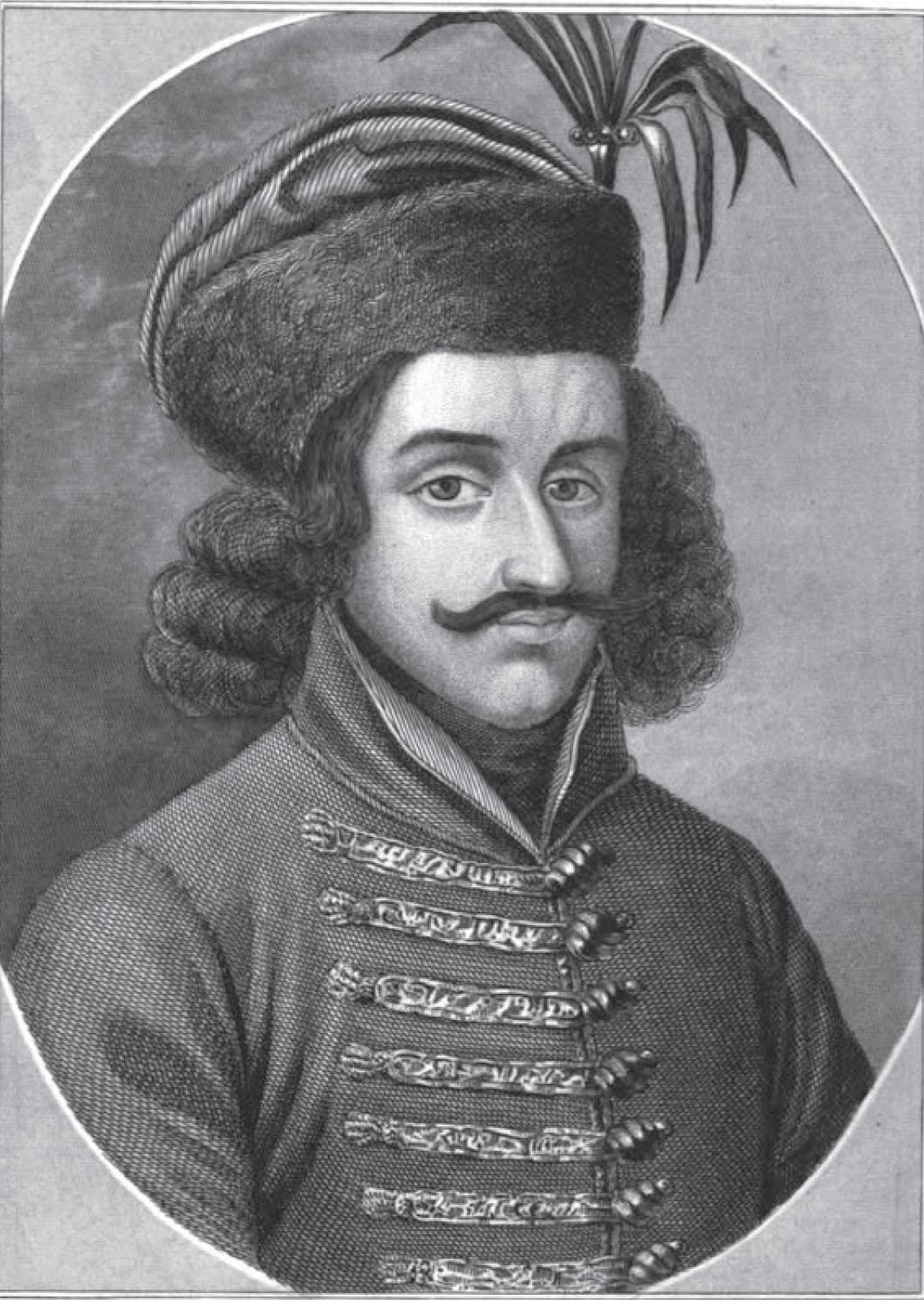
Miguel Szilágyi, regente en 1458.

El 20 de enero de 1458, Matías (hijo de Juan Hunyadi) fue elegido rey por la Dieta. Esta fue la primera vez en el reino medieval húngaro que un miembro de la nobleza, sin ascendencia ni parentesco dinástico, accedió al trono real. Tal elección trastornó el curso habitual de la sucesión dinástica en la época. En los estados checo y húngaro anunciaron una nueva era judicial en Europa, caracterizada por la supremacía absoluta de la Dieta y una tendencia a la centralización. Durante su reinado, Matías redujo el poder de los señores feudales y, en cambio, gobernó con un cuadro de individuos talentosos y altamente educados, elegidos por sus habilidades más que por su estatus social. La Dieta nombró a Miguel Szilágyi, tío del nuevo rey como regente, debido a la corta edad de Matías. A lo largo de 1458, la lucha entre el joven rey y los magnates, reforzada por el propio tío y guardián de Matías, Szilágyi, fue aguda. Pero Matías, quien comenzó por deponer a Garai y despedir a Szilágyi, y luego procedió a cobrar un impuesto, sin el consentimiento de la Dieta, para contratar mercenarios, prevaleció fácilmente.

#### Lajos Kossuth

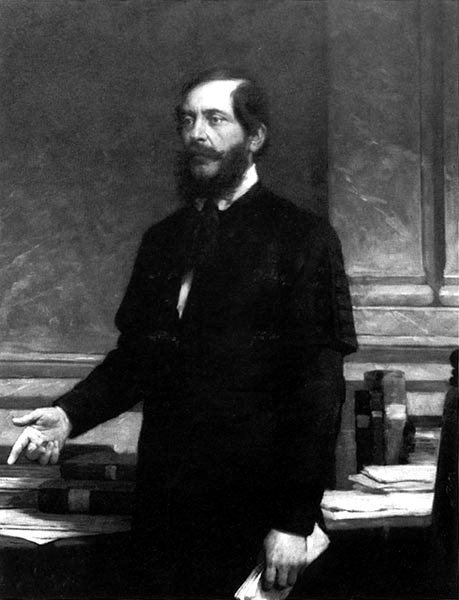
Lajos Kossuth, gobernador-presidente de Hungría en 1849.

Durante la Revolución húngara de 1848, el nuevo emperador Francisco José revocó todas las concesiones otorgadas en marzo y proscribió a Kossuth y al gobierno húngaro, establecido legalmente sobre la base de las leyes de abril. En abril de 1849, cuando los húngaros habían obtenido muchos éxitos y después de conseguir el apoyo del ejército, Lajos Kossuth emitió la célebre Declaración de Independencia de Hungría, en la que declaró que «la casa de Habsburgo-Lorena, perjuraba a los ojos de Dios y del hombre, y había perdido el trono de Hungría». Establecido del Estado Húngaro, la declaración fue un paso característico de su amor por la acción extrema y dramática, pero se sumó a las disensiones entre el emperador y aquellos que solo deseaban la autonomía bajo la antigua dinastía, y sus enemigos no tuvieron escrúpulos en acusarlo de aspirar a la realeza. El destronamiento también hizo prácticamente imposible cualquier compromiso con los Habsburgo. Lajos Kossuth se convirtió en jefe de Estado como gobernador-presidente de Hungría.

#### Después de la Primera Guerra Mundial
Tras la disolución y escisión de Austria-Hungría después de la Primera Guerra Mundial, la República Popular de Hungría y luego la República Soviética Húngara fueron proclamadas brevemente en 1918 y 1919, respectivamente. El efímero gobierno comunista de Béla Kun lanzó lo que se conoció como el «Terror Rojo», involucrando a Hungría en una desafortunada guerra con Rumania. En 1920, el país entró en un período de conflicto civil, con los anticomunistas y monárquicos húngaros purgando violentamente a la nación de comunistas, intelectuales de izquierda y otros por quienes se sentían amenazados, especialmente judíos. Este período fue conocido como el «Terror blanco». En 1920, después de la retirada de la última de las fuerzas de ocupación rumanas, se restauró el Reino de Hungría.
El 1 de marzo de 1920, la Asamblea Nacional de Hungría restableció el Reino de Hungría, pero decidió no retirar al depuesto gobernante Habsburgo del Imperio austro-húngaro (el emperador Carlos I de Austria, también Carlos IV de Hungría) del exilio ya que el regreso de un Habsburgo al trono húngaro era inaceptable para las potencias de la Entente (el archiduque José Augusto, un Habsburgo, había sido rechazado por ellos como regente después de asumir el cargo durante algunas semanas en 1919). En cambio, con los oficiales del Ejército Nacional controlando el edificio del parlamento, la asamblea votó para instalar al ex Comandante en Jefe de la Flota Imperial (Armada austrohúngara), y actual Ministro de Guerra y Comandante del Ejército Nacional, el almirante Miklós Horthy como Jefe de Estado; derrotó al conde Alberto Apponyi por 131 votos contra 7 y se convirtió en el nuevo regente de Hungría.
El obispo Ottokár Prohászka encabezó una pequeña delegación para reunirse con Horthy y anunció: «¡El Parlamento de Hungría lo ha elegido regente! ¿Le agradaría aceptar el cargo de regente de Hungría?» Para su asombro, Horthy declinó a menos que se expandieran sus poderes. Cuando Horthy se estancó, los políticos se retiraron y le otorgaron «las prerrogativas generales del rey, con la excepción del derecho a nombrar títulos de nobleza y del patrocinio de la iglesia». Esas prerrogativas incluían el poder de nombrar y destituir a los primeros ministros, convocar y disolver el parlamento y comandar las fuerzas armadas. Con esos amplios poderes garantizados, Horthy prestó juramento. (El rey Carlos intentó recuperar su trono dos veces; véase Intentos de restauración de Carlos de Habsburgo para obtener más detalles).

## Funciones
El estado húngaro era legalmente un reino, pero no tenía rey, ya que los aliados de la Primera Guerra Mundial no habrían tolerado ningún regreso de los Habsburgo. El país mantuvo su sistema parlamentario tras la disolución de Austria-Hungría, con un primer ministro designado como jefe de gobierno. Como jefe de Estado, Horthy conservó una influencia significativa a través de sus poderes constitucionales y la lealtad de sus ministros a la corona. Aunque su participación en la redacción de leyes fue minúscula, tenía la capacidad de garantizar que las leyes aprobadas por el parlamento húngaro se ajustaran a sus preferencias políticas.

## Fin de la regencia
Durante la Segunda Guerra Mundial, Hungría se alineó con la Alemania nazi. Cuando la guerra se volvió contra los alemanes, el gobierno húngaro comenzó a disociarse del esfuerzo bélico y los alemanes empezaron a preocuparse de que pudieran abandonar las potencias del Eje. En marzo de 1944, los alemanes ocuparon Hungría durante la Operación Margarethe para mantenerlos en la guerra. A Horthy se le permitió permanecer en su puesto, pero se vio obligado a destituir a su primer ministro y nombrar uno que apaciguara a los alemanes.
Después de que Rumania se retirara del Eje y aceptara un armisticio con la Unión Soviética en agosto de 1944, Horthy decidió negociar en secreto con los soviéticos. El 15 de octubre de 1944, Horthy anunció en una transmisión de radio nacional que Hungría había firmado un armisticio con los soviéticos. Los alemanes respondieron con la Operación Panzerfaust. Esto incluyó arrestar tanto a Horthy como a su hijo Miklós Horthy. Horthy se vio obligado a firmar una declaración en la que renunciaba al armisticio y entregaba el control del gobierno a Ferenc Szálasi como Magyar királyi miniszterelnök (primer ministro real húngaro). Szálasi era el líder del Partido de la Cruz Flechada pro-nazi. Horthy explicó más tarde su capitulación: «No renuncié ni nombré premier a Szálasi, simplemente cambié mi firma por la vida de mi hijo. Una firma arrancada de un hombre a punta de ametralladora puede tener poca legalidad».
Szálasi dirigió el Gobierno de Unidad Nacional del 15 de octubre de 1944 al 28 de marzo de 1945. El parlamento húngaro aprobó la formación de un Consejo de Regencia (Kormányzótanács). El 4 de noviembre de 1944, Szálasi prestó juramento como el «Líder Nacional» (Nemzetvezető), por lo que se convirtió en el jefe de Estado, además de ser el jefe de gobierno como primer ministro de Hungría. Mientras que la regencia de Horthy había llegado a su fin, la monarquía húngara no fue abolida por el régimen de Szálasi. La necesidad de un regente, o una regencia, terminó cuando el Reino de Hungría fue reemplazado por la Segunda República Húngara el 1 de febrero de 1946.